# Boița
Pour l’article ayant un titre homophone, voir Boita.
Boiţa est une commune roumaine située dans le județ de Sibiu dans la région de Transylvanie.
Sa population atteint les 1 517 habitants en 2008.

## Géographie
Boiţa est située à 20 km au sud de Sibiu, principale ville du Județ de Sibiu et à 200 km au nord-ouest de Bucarest, capitale de la Roumanie.
Cette commune est également située sur les rives de la rivière Oltului.

## Démographie
Lors du recensement de 2011, 96,71 % de la population se déclarent roumains (3,16 % ne déclarent pas d'appartenance ethnique et 0,12 % déclarent appartenir à une autre ethnie).

## Politique
| Parti | Parti                        | Sièges |
| ----- | ---------------------------- | ------ |
|       | Parti social-démocrate (PSD) | 6      |
|       | Parti national libéral (PNL) | 4      |
|       | Indépendant                  | 1      |

## Bâtiments historiques

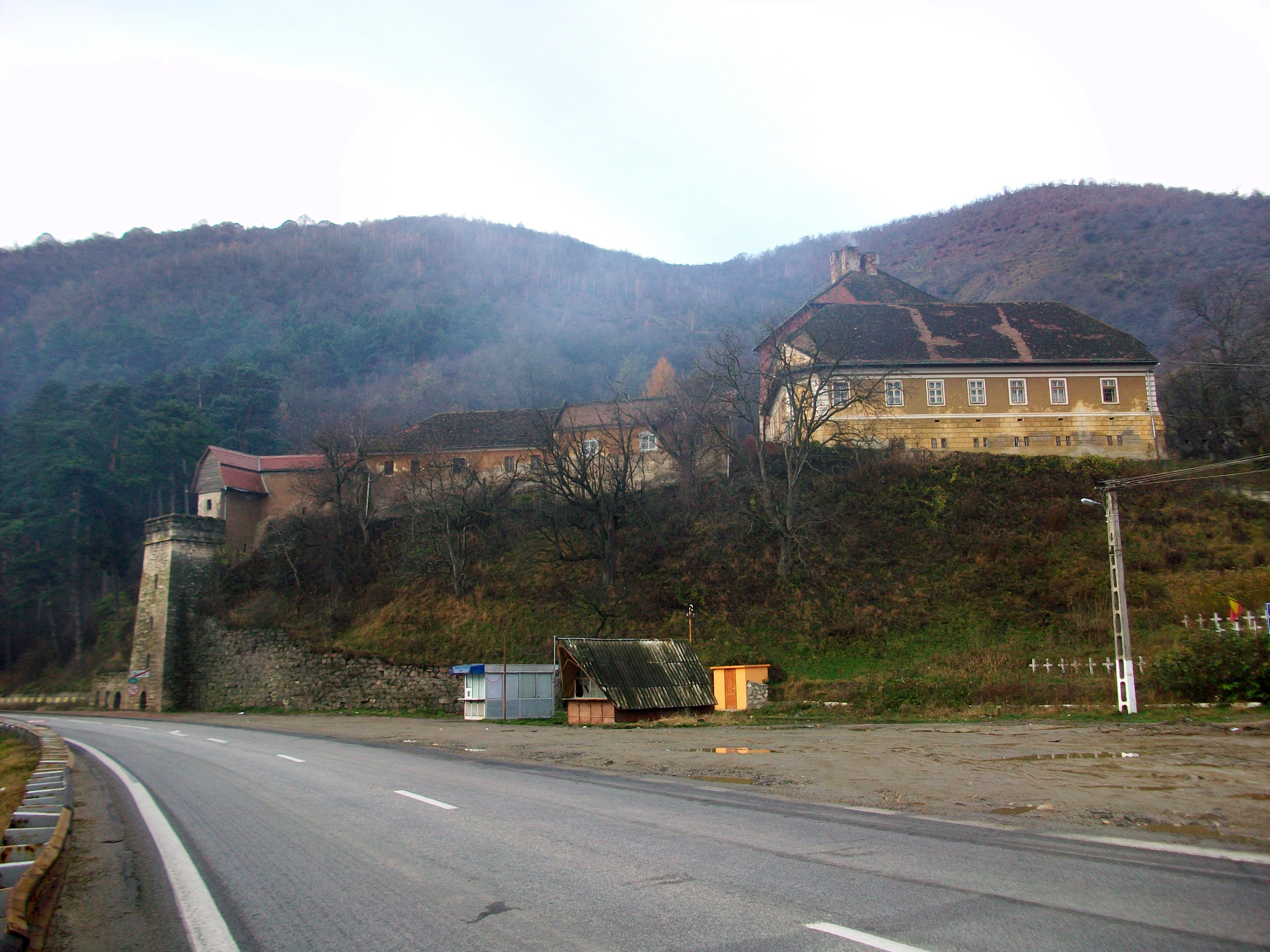
Château de Turnu Roșu.
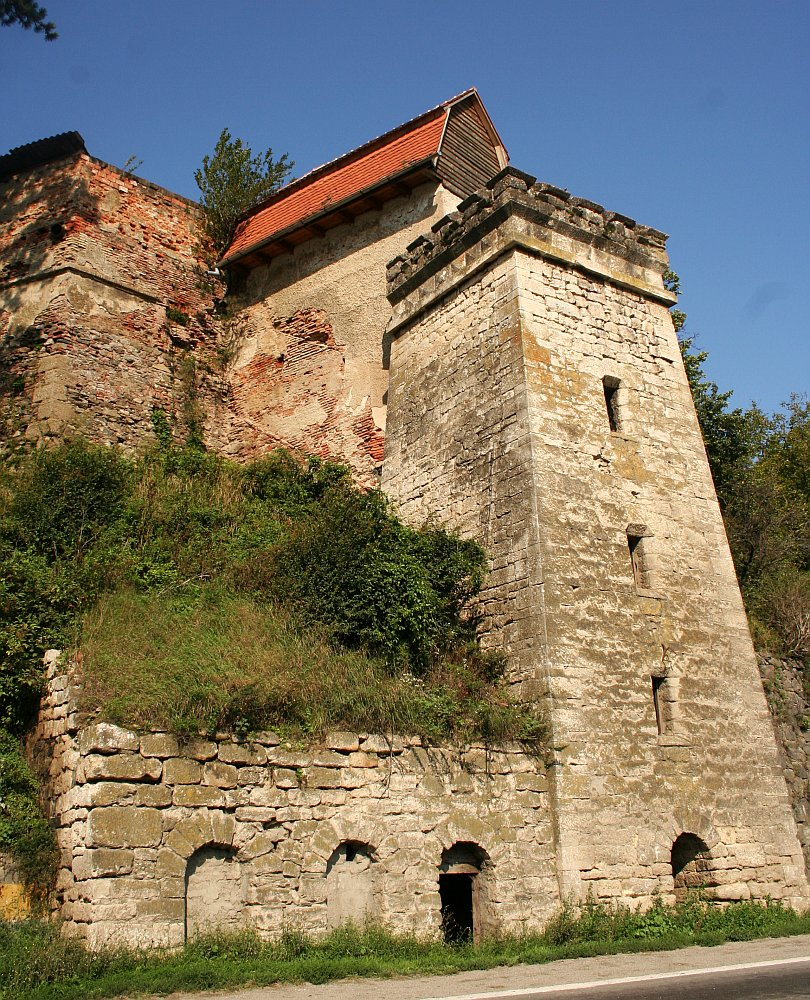
Tour romaine de Boiţa.